# Boris Adam
Boris Adam, slovenski dimnikar, * ?, † 28. junij 1991, Maribor.
Adam, zaposlen v Dimnikarskem podjetju Maribor, se je 28. junija 1991 ob 11.30 znašel na križišču Ulice pariške komune in Plečnikove ulice, ko je zašel v navzkrižni ogenj med vojaškim policistom JLA, ki je ukradel vozilo in pripadniki milice, ki so ga zasledovali. 